# Ԥ
Ԥ, ԥ — літера розширеної кирилиці, вживана в абхазькому алфавіті, в якому вона означає звук [pʰ]. У минулому натомість вживалася літера літера Ҧ .

## Кодування
| Символ                      | Ԥ               | Ԥ               | ԥ             | ԥ             |
| --------------------------- | --------------- | --------------- | ------------- | ------------- |
| Unicode name                | ВЕЛИКА ЛІТЕРА Ԥ | ВЕЛИКА ЛІТЕРА Ԥ | МАЛА ЛІТЕРА Ԥ | МАЛА ЛІТЕРА Ԥ |
| Encodings                   | decimal         | hex             | decimal       | hex           |
| Unicode                     | 1316            | U+0524          | 1317          | U+0525        |
| UTF-8                       | 212 164         | D4 A4           | 212 165       | D4 A5         |
| Числове позначення символів | &#1316;         | &#x524;         | &#1317;       | &#x525;       |

## В сучасній російській мові

«Буква ПЦ»

Символ, ззовні ідентичний Ԥ і названий як «буква ПЦ», здобув популярність в російськомовному інтернеті з 2008 року. Авторство букви блогери приписували письменникові-фантасту і телеведучому Леоніду Каганову, який казав, що винайшов її у травні. Згодом однак з'ясували, що символ використовували ще 2005 року:
Футболки з буквою «ПЦ» продаються у нас вже близько трьох років. Замовити їх можна не тільки з доставкою по Пітеру, але і по всій країні. Думаю, з тих пір було продано близько 500 футболок з цим значком.— Олеся Погребняк, заступник директора Megastuff.ru, 2008
Каганов коментував це так:
Я відкрив Word, написав «П» і «Ц» величезним шрифтом, зробив скриншот, в редакторі Gimp (під «Лінукс» немає фотошопа) акуратно переніс хвостик від Ц і картинку виклав у своєму щоденнику [Архівовано 11 червня 2019 у Wayback Machine.] 26 травня зі словами: «Дивно, що ніхто її поки не придумав». І точно, майже відразу в одному з коментарів (ви можете його знайти там само) мені прислали посилання, з якого випливало, що не я один придумав цю букву, та й майки з нею бувають теж. Так що букву придумували до мене (гадаю, неодноразово) і ще не раз придумають заново.— Л. А. Каганов в інтерв'ю «Частному Корреспонденту»
Крім того, про своє авторство заявляв художник Юрій Балашов, котрий творив афішу фільму «Generation П» в кінці 2006 року.